# بيداف (مهر أباد)
بيداف (بالفارسية: بداف) هي قرية تقع في إيران في Mehrabad Rural District. يقدر عدد سكانها بـ 1111 نسمة بحسب إحصاء 2016.